# Tex-mex (mad)
 For alternative betydninger, se Tex-mex. (Se også artikler, som begynder med Tex-mex)
 Denne artikel bør gennemlæses af en person med fagkendskab for at sikre den faglige korrekthed.

Tex-mex (sammensætning af engelsk Texan og Mexican) er en betegnelse for mad som tilberedt med produkter som er tilgængelig i USA og/eller Mexico. Det er derfor af amerikansk kulturel oprindelse inspireret af mexicansk mad.
Mange steder i verden forveksles tex-mex med mexicansk, imens det imidlertid i Mexico opfattes som amerikansk[kilde mangler] da der en del tex-mex-retter som er markant anderledes end det traditionelle mexicanske køkken og også laves med ingredienser som ikke normalt anvendes i Mexico.
I det meste af USA (undtagen Texas) betegnes det som en del af Southwestern cuisine.